# 강영석
강영석(姜永錫, 1906년 5월 14일~1991년 1월 24일)은 한국의 독립운동가로 활동했지만 나중에 변절한 친일반민족행위자다. 1920년대 신간회 활동 및 광주학생운동 등 항일 운동에 가담하여 활동했다.

## 생애

### 사회주의 운동
1906년 5월 14일 전라남도 광주에서 태어났다. 1925년 이래 전라남도 광주청년회 위원장, 광주청년연맹 위원장, 전남청년연맹 지방순회위원, 광주 신우회 임원 등을 지냈다. 고려공산당(1921~1922)과 조선공산당(1925~1928)에 가입하여 광주야체이카 책임자로 활동했다. 1928년 신간회 광주지회에서 활동했고, 1929년 11월 광주학생운동으로 체포된 조선인 구속 학생의 석방을 위한 여론 확산을 위해 장석천과 함께 경성부에 상경하여 활동하다 체포되어 경성지방법원에서 징역 2년 6개월형을 언도받고 복역했다.

### 일제하 행동
형무소에서 복역 중 공산주의자에서 전향서를 작성하고 공산주의에서 탈퇴했다. 전향한 후 박희도가 운영하던 친일 월간지 《동양지광》 1939년 7월호부터 11월호까지 5회에 걸쳐 〈황도조선〉이라는 논설을 게재해 “조선 민족은 (일본과) 인종적으로 지리, 정치학적으로 운명을 공통으로 가지고 있으므로 그 명확한 인식이 가장 긴요한 일”이라고 기고했다. 같은 해 9월 동양지광사(社) 경리부장을 맡았다.

## 사후
1990년 대한민국 정부에서 학생운동 경력 등을 인정, 독립유공자로 선정되어 건국훈장 애족장을 받았으나 2009년 11월, 민족문제연구소에서 발간한 친일인명사전에 교육, 학술 분야에 수록되었다. 2010년 12월 10일 국가보훈처에서 강영석의 국가유공자 서훈 취소 결정을 내렸다.

## 상훈
- 건국훈장 애족장 - 1990년 서훈, 2010년 취소

## 참고자료
- 《친일인명사전》, 민족문제연구소 저.
- 강영석 : 독립유공자 공훈록 - 국가보훈처